# Sosoliso Airlines
Sosoliso Airlines Limited era una compagnia aerea regionale nigeriana. Per gran parte della sua esistenza la sede principale della compagnia si trovava ad Ikeja, nello stato di Lagos. Originariamente la sua sede principale era sul terreno dell'aeroporto di Enugu a Enugu.

## Storia
Era stata fondata nel 1994 ed aveva iniziato le operazioni nel luglio 2000. Il governo nigeriano fissò una scadenza per il 30 aprile 2007 riguardo alla ricapitalizzazione o alla messa a terra di tutte le compagnie aeree operanti nel paese, nel tentativo di garantire servizi e sicurezza migliori. Sette compagnie aeree non furono in grado di rispettarla e di conseguenza sarebbero state chiuse. Si trattava di: ADC Airlines, Fresh Air, Sosoliso Airlines, Albarka Air, Chrome Air Service, Dasab Airlines e Space World Airline. Le compagnie aeree interessate avrebbero volato solo se avessero soddisfatto l'autorità per l'aviazione civile nigeriana (NCAA) in termini di ricapitalizzazione, e quindi essere nuovamente autorizzate a volare.

## Destinazioni
La Sosoliso Airlines operava voli per Enugu, Port Harcourt, Owerri, Abuja e Lagos. Era possibile prenotare.

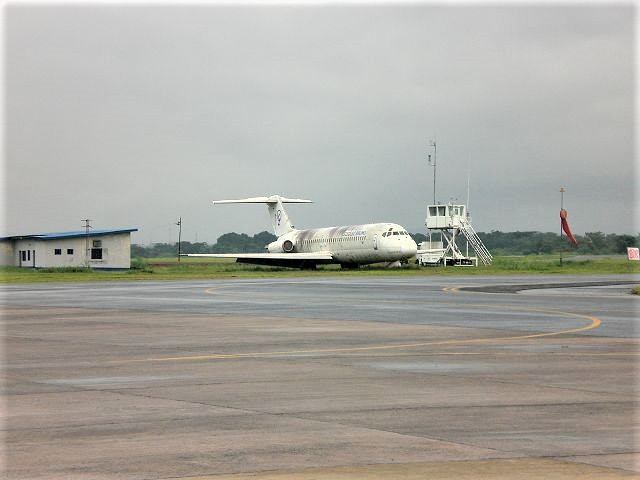
Un DC-9-30 di Sosoliso Airlines all'aeroporto di Enugu.

## Flotta
Nell'agosto 2006 la flotta di Sosoliso Airlines comprendeva:
- 2 McDonnell Douglas DC-9-30
- 1 McDonnell Douglas MD-81
- 1 McDonnell Douglas MD-82

Secondo il suo sito web, Sosoliso Airlines gestiva quattro aerei, un McDonnell Douglas MD-81 e tre McDonnell Douglas DC-9.
Il DC-9 5N-BFD era l'aereo precipitato il 10 dicembre 2005.

## Incidenti
- Il 10 dicembre 2005 il volo Sosoliso Airlines 1145, diretto da Abuja a Port Harcourt, si schiantò in fase atterraggio con 110 persone a bordo. 2 persone sopravvissero: l'assistente di Bimbo Odukoya, una popolare oratrice cristiana morta il giorno dopo l'incidente, e Kechi Okwuchi. Tra i morti c'erano 60 studenti del Loyola Jesuit College, una scuola secondaria con sede ad Abuja. Un testimone raccontò che l'aereo era stato colpito da un fulmine a circa 40 o 50 metri dall'atterraggio e che il carburante nell'ala presa fuoco facendolo esplodere. Questo particolare non è stato ancora confermato da nessuna autorità. In seguito allo schianto, il presidente Olusegun Obasanjo ordinò che tutti gli aerei Sosoliso venissero messi a terra.